# Cynoscion similis
Cynoscion similis es una especie de pez de la familia Sciaenidae en el orden de los Perciformes.

## Morfología
• Los machos pueden llegar alcanzar los 60 cm de longitud total y 2.000 g de peso.

## Hábitat
Es un pez de clima tropical y demersal que vive entre 20-60 m de profundidad.

## Distribución geográfica
Se encuentra en el  Atlántico occidental: desde Nicaragua y Colombia hasta el norte del Brasil.

## Observaciones
Es inofensivo para los humanos.